# السودان في الألعاب الأولمبية الصيفية 2008
شاركت السودان في دورة الألعاب الأولمبية الصيفية لعام 2008 في بكين ، الصين بتسعة متنافسين منطقة دارفور وشمال السودان. 
حصلت السودان على ميدالية واحدة في أولمبياد و هى ميدالية إسماعيل أحمد إسماعيل الفضية في سباق 800 متر رجال في ألعاب القوى.  وكانت هذه أول ميدالية للسودان في دورة الألعاب الأولمبية. 

## الحائزين على الميداليات
| ميدالية         | اسم                  | رياضة       | حدث          |
| --------------- | -------------------- | ----------- | ------------ |
| فضية</img> فضية | إسماعيل أحمد إسماعيل | ألعاب القوى | 800 متر رجال |

## ألعاب القوى

### مسابقة الرجال
شارك نجم الدين علي أبو بكر في أولمبياد بكين باسم السودان كعداء في سباق 400 متر للرجال. ولد أبو بكر في العاصمة الخرطوم ، وتنافس لأول مرة في الألعاب الأولمبية في سن 18 عامًا في دورة الألعاب الأولمبية الصيفية 2004 في أثينا، اليونان. تنافس لاحقًا في بكين عن عمر يناهز 22 عامًا خلال جولة التصفيات التي أقيمت في 17 أغسطس، نافس أبو بكر في الجولة الثالثة و احتل المركز الأخير من بين ثمانية رياضيين بعد أن أنهى الحدث بزمن 47.12 ثانية، مباشرة خلف الكيني فنسنت مومو كيلو (46.79 ثانية) والزيمبابوي لويس باندا (46.76 ثواني). وتقدم في التصفيات الكوستاريكي نيري برينيس (45.36 ثانية) والنيجيري جوداي جيمس (45.49 ثواني). وبشكل عام، أنهى 55 رياضيًا الجولة الأولى من الحدث. احتل أبو بكر المركز 50 ولم يتقدم إلى الجولات اللاحقة.

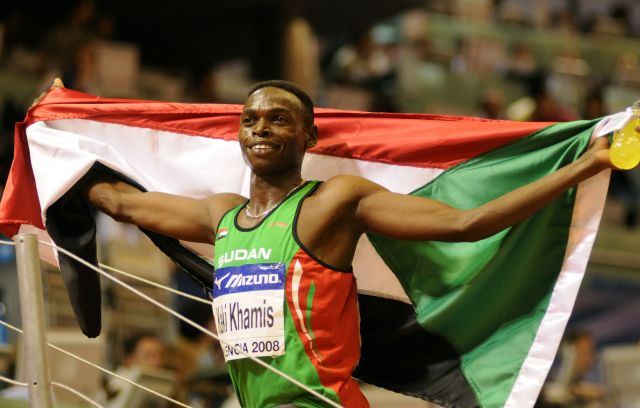
وتنافس أبو بكر كاكي خميس ممثلا للسودان في سباق 800 متر متر.

أبو بكر كاكي خميس هو عداء من مدينة المجلد بوسط السودان سابقًا، وقد مثل السودان في أولمبياد بكين في سباق 800 متر للرجال. متر. في سن الـ19، شارك كاكي في الألعاب الأولمبية لأول مرة خلال هذا الحدث. خلال الجولة التأهيلية للحدث، تنافس كاكي في الجولة الثانية ضد ستة رياضيين آخرين. و احتل المركز الأول في هذا الحدث بزمن قدره 1:46.98، متقدماً على السعودي محمد عبيد الصالحي والروسي دميتري بوجدانوف.
تأهل أبو بكر كاكي خميس إلى الدور نصف النهائي المكون من ثلاث جولات، وتنافس في الجولة الثالثة ضد سبعة رياضيين. أنهى السباق بزمن 1:49.19 واحتل المركز الأخير خلف الأوغندي مباشرة أبراهام تشيبكيروك والبريطاني مايكل ريمر. احتل كاكي المركز الرابع والعشرين. ولم يتأهل إلى الدور النهائي.

### المنافسة النسائية
ملباس جاموس نوال الجاك ، المعروفة باسم نوال الجاك، كانت رياضية مثلت السودان في سباق 400 متر للسيدات. متر أثناء وجودها في أولمبياد بكين. ولدت في الخرطوم في أكتوبر 1988 وكان عمرها 19 عامًا وقت مشاركتها في أولمبياد بكين. لم تشارك الجاك من قبل في أي دورة ألعاب أولمبية. خلال الجولة التأهيلية للحدث، تنافست الجاك في الجولة السادسة ضد سبعة رياضيين آخرين و احتلت المركز الثالث في هذا الحدث بزمن قدره 52.77 ثانية، بفوزها على كينيكي ألكسندر من سانت فنسنت وجزر غرينادين (52.87 ثانية) لكنها تخلفت عن نيكولا ساندرز (51.81 ثواني).

### ملخص
- Note–Ranks given for track events are within the athlete's heat only
- Q = Qualified for the next round
- q = Qualified for the next round as a fastest loser or, in field events, by position without achieving the qualifying target
- NR = National record
- N/A = Round not applicable for the event
- Bye = Athlete not required to compete in round

رجال
أحداث المسار والطريق
| رياضي                 | حدث    | حرارة   | حرارة | الدور قبل النهائي | الدور قبل النهائي | أخير     | أخير     |
| رياضي                 | حدث    | نتيجة   | رتبة  | نتيجة             | رتبة              | نتيجة    | رتبة     |
| --------------------- | ------ | ------- | ----- | ----------------- | ----------------- | -------- | -------- |
| عبد الله عبد القادر   | 1500 م | 3:47.65 | 13    | لم يتقدم          | لم يتقدم          | لم يتقدم | لم يتقدم |
| نجم الدين علي أبو بكر | 400 م  | 47.12   | 8     | لم يتقدم          | لم يتقدم          | لم يتقدم | لم يتقدم |
| إسماعيل أحمد إسماعيل  | 800 م  | 1:45.87 | 2 س   | 1:44.91           | 2 س               | 1:44.70  | </img>   |
| ابوبكر كاكي           | 800 م  | 1:46.98 | 1 س   | 1:49.19           | 8                 | لم يتقدم | لم يتقدم |

سيدات
أحداث المسار والطريق
| رياضي        | حدث            | حرارة   | حرارة | الدور قبل النهائي | الدور قبل النهائي | أخير     | أخير     |
| رياضي        | حدث            | نتيجة   | رتبة | نتيجة             | رتبة              | نتيجة    | رتبة     |
| ------------ | -------------- | ------- | --- | ----------------- | ----------------- | -------- | -------- |
| منى جابر آدم | 400 م حواجز    | 57.16   | 5 | لم يتقدم          | لم يتقدم          | لم يتقدم | لم يتقدم |
| منى دوركا    | 3000 متر موانع | 9:53.09 | colspan=2 data-sort-value="" style="background: #ececec; color: #2C2C2C; vertical-align: middle; text-align: center; " class="table-na" \| — | لم يتقدم          | لم يتقدم          |          |          |
| نوال الجاك   | 400 م          | 52.77   | 3 س | 54.18             | 8                 | لم يتقدم | لم يتقدم |

الأحداث الميدانية
| رياضي         | حدث         | مؤهل  | مؤهل | أخير     | أخير     |
| رياضي         | حدث         | مسافة | موضع | مسافة    | موضع     |
| ------------- | ----------- | ----- | ---- | -------- | -------- |
| ياميلى الداما | قفزة ثلاثية | NM    | —    | لم يتقدم | لم يتقدم |

## سباحة
| رياضي    | حدث      | حرارة | حرارة | الدور قبل النهائي | الدور قبل النهائي | أخير     | أخير     |
| رياضي    | حدث      | وقت   | رتبة  | وقت               | رتبة              | وقت      | رتبة     |
| -------- | -------- | ----- | ----- | ----------------- | ----------------- | -------- | -------- |
| احمد ادم | 50 م حرة | 30.12 | 93    | لم يتقدم          | لم يتقدم          | لم يتقدم | لم يتقدم |